# Sebastian Kraupp
Sebastian Kraupp (ur. 20 maja 1985 w Sztokholmie) – szwedzki curler, brązowy medalista olimpijski z Soczi 2014, mistrz świata z 2013, mistrz Europy z 2009 i 2012. Syn Andersa, brat Sabiny. Był trzecim w zespole Niklasa Edina. W 2014 zawiesił karierę sportową.
Sebastian w curling gra od 1997. Pierwsze sukcesy w grze juniorskiej odniósł w 2000 i 2001 wygrywając krajową rywalizację juniorów młodszych, był wówczas trzecim w zespole Marcusa Hasselborga.
W sezonie 2001/2002 zespół spróbował swoich sił w rywalizacji mężczyzn startując m.in. w mistrzostwach regionu Svealand. W następnym sezonie Sebastian Kraupp po raz pierwszy objął funkcję skipa. W 2004 drużyna z Sundbyberg odniosła kolejne dobre wyniki w kategorii juniorskiej – zajęła 2. miejsce w mistrzostwach Szwecji.
W 2005 Kraupp ponownie doszedł do finału juniorskich mistrzostw kraju tym razem wygrywając go. Po raz pierwszy wystąpił na arenie międzynarodowej w Mistrzostwach Świata Juniorów 2005. Szwedzi pokonując w półfinale Amerykanów (Kristopher Perkovich) zdobyli srebrne medale, w finale ulegli 5:6 Kanadzie (Kyle George). W tym roku zespół doszedł także do fazy finałowej Elitserien. W krajowych mistrzostwach mikstów Kraupp dołączył do łączonej drużyny Stiny Viktorsson. Po zdobyciu złota wystąpił w Mistrzostwach Europy Mikstów 2005. W pierwszej edycji tej imprezy Szwedzi dotarli do finału, w którym przegrali na rzecz Finlandii (Markku Uusipaavalniemi) 4:6. Podczas swojego ostatniego roku juniorskiego (2005/2006) zmienił klub na Karlstads Curlingklubb, a w MSJ zajął 2. miejsce.
Kaupp został kapitanem szwedzkiej reprezentacji na Zimowej Uniwersjadzie 2007. Jego ekipa awansowała do rundy finałowej, w pierwszym meczu przegrała przeciwko Wielkiej Brytanii (John Hamilton) i ostatecznie zdołała uplasować się na najniższym stopniu podium wygrywając 9:4 spotkanie z Kanadą (Steve Laycock). W tym sezonie Sebastian Kraupp wraz z Sarą Carlsson zajęli 2. miejsce w mistrzostwach Szwecji par mieszanych.
W 2008 do zespołu powrócił Viktor Kjäll i dołączył Niklas Edin, który jednocześnie objął funkcję kapitana. Nowa drużyna od razu odniosła wielki sukces wygrywając w sezonie 2008/2009 zarówno mistrzostwa kraju, jak i rozgrywki ligowe. Dodatkowo cała ekipa wystąpiła na Zimowej Uniwersjadzie 2009, Szwedzi zdobyli złote medale pokonując w fazie finałowej Chińczyków (Wang Fengchun) i Norwegów (Thomas Løvold). Pomimo zajęcia pierwszego miejsca w Elitserien Kraupp nie wystąpił w Mistrzostwach Świata 2009. Szwecja w ogóle nie brała udziału w tym turnieju, spowodowane było to zajęciem 8. miejsca w ME 2008 i przegraniu challange’a przez Mathiasa Mabergsa. Była to pierwsza taka sytuacja od debiutu Szwedów w 1962. Pod koniec roku drużyna z Karlstad zakwalifikowała się do fazy play-off w Mistrzostwach Europy. W półfinale szwedzki zespół pokonał w górnym meczu Norwegię (Thomas Ulsrud) i zdobył złote medale zwyciężając w finale nad Szwajcarami (Ralph Stöckli).
Szwecja z ostatniego miejsca w rankingu olimpijskiego WCF zdołała zakwalifikować się na Zimowe Igrzyska Olimpijskie 2010. Krajowa Federacja Curlingu postanowiła do Vancouver wysłać ekipę Niklasa Edina. By dostać się do półfinałów Szwedzi w barażach pokonali 7:6 Wielką Brytanię (David Murdoch). Ostatecznie zajęli 4. miejsce przegrywając 3:6 półfinał przeciwko Kanadzie (Kevin Martin) i 4:5 mecz o trzecie miejsce ze Szwajcarią (Markus Eggler). Pod koniec roku Krauppowi nie udało się obronić tytułów mistrza kontynentu, Szwedzi w ME 2009 z bilansem gier 5-4 uplasowali się na 6. miejscu.
Po wygraniu rywalizacji ligowej drużyna Edina wystąpiła w Mistrzostwach Świata 2011. Z trzeciego miejsca Szwedzi awansowali do fazy finałowej, przegrali pierwsze spotkanie przeciwko Norwegii (Thomas Ulsrud) 2:7. W meczu o brązowe medale zrewanżowali się zespołowi Ulsruda wynikiem 7:6. W grudniu tego samego roku Kraupp awansował do finału Mistrzostw Europy. Ostatecznie Szwedzi zdobyli srebrne medale ulegając 6:7 zespołowi Thomasa Ulsruda. W Mistrzostwach Świata 2012 Kraupp zmuszony był pełnić funkcję skipa reprezentacji, ponieważ u Edina nasilała się dyskopatia. Szwedzi do play-offów dostali się po pokonaniu w barażu Nowej Zelandii (Peter de Boer). Wygrali mecz 3-4 z Norwegią (Ulsrud) jednak później ulegli Szkotom (Tom Brewster). Tak jak rok wcześniej zdobyli brązowe medale ponownie pokonując sąsiadów z zachodu.
W normalnym ustawieniu zespół z Karlstad awansował do fazy finałowej Mistrzostw Europy 2012. Pokonując 9:3 Czechów (Jiří Snítil) Szwedzi awansowali do finału, w którym jak przed rokiem spotkali się z ekipą Thomasa Ulsruda. Tym razem to drużyna Edina zdobyła złote medale, wygrywając finał 8:5. Reprezentacja Trzech Koron w rundzie grupowej Mistrzostw Świata 2013 zajęła 2. miejsce. Szwedzi sięgnęli po tytuły mistrzowskie wygrywając 6:5 i 8:6 mecze przeciwko Szkocji (David Murdoch) i Kanadzie (Brad Jacobs).
Męska reprezentacja Szwecji nie zdołała obronić tytułów mistrzów kontynentu podczas ME 2013. Ekipa Edina nie zakwalifikowała się do fazy finałowej, z 5 wygranymi meczami uplasowała się na 5. miejscu.
Sebastian Kraupp reprezentował Szwecję na Zimowych Igrzyskach Olimpijskich 2014. Szwedzi wygrali rundę grupową zawodów w Soczi, ulegli jednak w półfinale 5:6 zawodnikom w Wielkiej Brytanii (David Murdoch). Drużyna podobnie jak przed czterema laty znalazła się w mały finale, tym razem zdobyła brązowe medale pokonując 6:4 Chińczyków (Liu Rui).
Kraupp zawiesił swoją karierę sportową po zakończeniu sezonu 2013/2014.

## Drużyna
|           |           | Czwarty           | Trzeci            | Drugi              | Otwierający       |
| --------- | --------- | ----------------- | ----------------- | ------------------ | ----------------- |
| 2008/2014 | 2008/2014 | Niklas Edin       | Sebastian Kraupp  | Fredrik Lindberg   | Viktor Kjäll      |
| 2007/2008 | 2007/2008 | Sebastian Kraupp  | Fredrik Lindberg  | Anders Hammarström | Markus Eriksson   |
| ZU 2007   | ZU 2007   | Sebastian Kraupp  | Daniel Tenn       | Fredrik Lindberg   | Viktor Kjäll      |
| 2005/2006 |           | Anders Eriksson   | Sebastian Kraupp  | Viktor Kjäll       | Oskar Eriksson    |
| 2005/2006 | juniorzy  | Sebastian Kraupp  | Viktor Kjäll      | Oskar Eriksson     |                   |
| 2003/2005 | 2003/2005 | Nils Carlsén      | Sebastian Kraupp  | Marcus Hasselborg  | Emanuel Allberg   |
| 2002/2003 | 2002/2003 | Sebastian Kraupp  | Marcus Hasselborg | Vincent Stenberg   | Johan Grind       |
| 2001/2002 | 2001/2002 | Marcus Hasselborg | Sebastian Kraupp  | Vincent Stenberg   | Andreas Hyltefors |
| 2000/2001 | 2000/2001 | Marcus Hasselborg | Sebastian Kraupp  | Vincent Stenberg   | Jacob Linder      |
| 1999/2000 | 1999/2000 | Marcus Hasselborg | Sebastian Kraupp  | Jacob Linder       | Vincent Stenberg  |

| Miksty    | Miksty | Czwarty/-a       | Trzeci/-a        | Drugi/-a         | Otwierający/-a   |
| --------- | ------ | ---------------- | ---------------- | ---------------- | ---------------- |
| 2004/2005 | ME     | Niklas Edin      | Stina Viktorsson | Sebastian Kraupp | Anna Viktorsson  |
| 2004/2005 | MS     | Sebastian Kraupp | Anna Viktorsson  | Niklas Edin      | Stina Viktorsson |

## Wielki Szlem
| Turniej                | 2009/2010 | 2010/2011 | 2011/2012 | 2012/2013 | 2013/2014 |
| ---------------------- | --------- | --------- | --------- | --------- | --------- |
| Canadian Open          | A         | A         | SF        | A         | x         |
| Masters                | QF        | QF        | SF        | x         | QF        |
| The National           | A         | QF        | QF        | QF        | x         |
| Players’ Championships | QF        | F         | x         | x         | x         |

| A  | = nie uczestniczył                         |
| x  | = nie zakwalifikował się do fazy finałowej |
| QF | = ćwierćfinał                              |
| SF | = półfinał                                 |
| F  | = finał                                    |
| W  | = zwycięstwo                               |